# Gambiansk kæmperotte
Gambiansk kæmperotte (Cricetomys gambianus), også kendt som gambiansk hamsterrotte, er en art af nataktive hamsterrotter. De kan blive op til 90 cm lange inklusive halen som udgør halvdelen af dyrets samlede længde og er blandt de største dyr i musegruppen indenfor gnaverne.
Den er udbredt i Afrika syd for Sahara, fra Senegal til Kenya og fra Angola til Mozambique (selvom den er fraværende i store dele af Den Demokratiske Republik Congo, hvor hamsterrotte (Cricetomys emini) til gengæld er til stede) fra havniveau til 2000 meters højde.
Gambiansk kæmperotte holdes også som kæledyr. Dyr undsluppet fra fangenskab er blevet en invasiv art i Florida, USA. I USA forbyder Centers for Disease Control and Prevention (CDC) og Food and Drug Administration (FDA) nu importen af gambiansk kæmperotte , fordi den får skylden for et udbrud af abekopper i USA i 2003.

## Levevis
Gambiansk kæmperotte har meget dårligt syn, så den afhænger af dens lugtesans og hørelse. Den har store hamsterlignende poser i kinderne, hvilket har givet navn til dyregruppen hamsterrotter som den tilhører. Det er ikke en rotte, men tilhører musegruppen inden for gnaverne. Den vejer typisk mellem 1,0 og 1,4 kg. Den lever i Afrika i kolonier på op til 20 individer, normalt i skove og krat, men også tit i termitboer. Den er altædende og lever af grøntsager, insekter, krabber, snegle og andet.
Den har kindposer som en hamster, som giver den mulighed for at opsamle flere kilo nødder om natten til opbevaring under jorden. Der er eksempler på at den har fyldt sine kindposer så mange dadelpalmenødder, så den næsten ikke har kunnet presse sig gennem indgangen til sin hule. Hulen består af en lang gang med sidegange og flere kamre, et til at sove og andre til lager. Gambiansk kæmperotte når seksuel modenhed ved 5-7 måneders alderen. Den får op til fire kuld unger hver niende måned, med op til seks unger i hvert kuld. Hannerne er territoriale og har tendens til at være aggressive, når de møder hinanden.

## Opsporing af landminer ved hjælp af duft
Den tanzaniske virksomhed APOPO grundlagt af to belgiere træner gambianske kæmperotter til at opdage landminer og tuberkulose med deres højt udviklede lugtesans. De trænede gambianske kæmperotter kaldes "HeroRATS". Gambianske kæmperotter er langt billigere at træne til mineopsporing end hunde; en gambiansk kæmperotte kan få ni måneders træning for US$ 7,300, mens det koster omkring $25,000 at træne en hund, men hunden lever omkring dobbelt så længe.
I 2020 modtog en HeroRat ved navn Magawa (2013-2022) en guldmedalje fra organisationen People's Dispensary for Sick Animals. Inden Magawa gik på pension i 2021, opdagede han 71 landminer og 38 styk ueksploderet ammunition og ryddede over 225.000 m2 jord i Cambodja, hvilket forhindrede mange skader og dødsfald i hans femårige karriere. Magawa døde af naturlige årsager i en alder af 8 år i 2022.

## Opdagelse af tuberkulose ved hjælp af duft
Gambiansk kæmperotte er ved at blive brugt i forsøg på Cornell University for at undersøge dens brugbarhed til påvisning af tuberkulose i slim fra lungerne (sputum). De bliver også brugt i Mozambique og Tanzania til at påvise tuberkulose.

## Invasiv art
Gambiansk kæmperotte er blevet en invasiv art på Grassy Key i Florida Keys, efter at en privat opdrætter lod dyrene undslippe i 1990'erne. Siden 2007 har myndigheder i Florida forsøgt at udrydde den fra Grassy Key, men den var stadig til stede i 2014, og er også blevet set i nærheden på Key Largo og i Marathon, Florida.
Gambiansk kæmperotte menes at være ansvarlig for et udbrud af sygdommen abekopper i Midtvesten i USA i 2003, efter at have spredt sygdommen til præriehunde, der blev købt holdt som kæledyr. I 2003 udstedte USA's Centers for Disease Control and Prevention (CDC) og Food and Drug Administration (FDA) et dekret, der forbød import af gambiansk kæmperotte efter det første rapporterede udbrud af abekopper. Omkring 20 personer blev ramt.